# Șeviot
Șeviot este o stofă țesută inițial din lâna oilor Cheviot și realizată acum din alte tipuri de lână sau din amestecuri de lână cu fibre sintetice.
Lâna șeviot are calități filare ridicate, deoarece fibra este fină, moale și maleabilă.
Țesăturile din șeviot au o claritate de textură asemănătoare cu serjul, dar este puțin mai dură și mai grea. Ele pot fi produse din fire de lână sau din fire de lână pieptănată în funcție de aspectul și textura dorită în material finit. 
Stofele șeviot pentru costume de sport sunt realizate din fire de lână pieptănată grea, iar unele sunt, de asemenea, realizate din lână pieptănată de oi merinos.